# 竿尾悟
竿尾悟（1975年—），是日本愛媛縣出身的男性漫画家。
以軍事題材為主，詼諧画風與可愛角色描繪、喜劇風格色彩強烈為特徵。代表作《迷彩君》、《超商無戰事》。

## 作品

### 單行本
- 迷彩君（2000年－2003年，少年画報社、全5冊；perfect版：全2冊）
- 沙灘女悍將（渚 NAGISA ～THE BEACH GUARDIANS～，2001年－2003年，少年画報社、全3冊）
- 掃雷專家 JIRAIYA 【阿富汗篇】（地雷屋 JIRAIYA ［アフガニスタン編］，2005年，少年画報社、全1冊）
- 戰地靈犬（戦争の犬たち，2005年，少年画報社、全1冊）
- 超商無戰事（コンビニDMZ，2007年－2010年，少年画報社、全5冊）
- 海竿（2011年，少年画報社、海洋軍事短篇漫畫全1冊）
- 超商無戰事plus!（コンビニDMZ plus!，2012年，少年画報社、全1冊）[7]
- 厭戰神眼（ウォースパイト〜マルスの目〜，2012年，少年画報社、全2冊）
- GATE 奇幻自衛隊（ゲート 自衛隊 彼の地にて、斯く戦えり，2012年－，AlphaPolis、連載中）

### 同人誌
- 迷彩君RELOADING系列
- 海竿II

## 延伸閱覽
- . . 2013-04-18 （日語）.

## 外部連結
- 官方网站[]
- 竿尾悟的X（前Twitter）
- 竿尾悟的pixiv